# 53a Brigada Mixta (Exèrcit Popular de la República)
La 53a Brigada Mixta va ser una de les Brigades Mixtes creades per l'Exèrcit Popular de la República per a la defensa de la Segona República Espanyola durant la Guerra Civil Espanyola. Va estar present en el front de Madrid durant tota la guerra.
La unitat va ser creada el gener de 1937, al front de Madrid, a partir d'elements de l'antiga Agrupació «López Tovar». El primer cap de la unitat va ser el major de milícies Vicente López Tovar, amb José Conesa Arteaga, de les Joventuts Socialistes Unificades (JSU), com a comissari.
La 53a Brigada Mixta es va enquadrar en la 7a Divisió del VI Cos d'Exèrcit. Durant la major part de la contesa la unitat va romandre al front de Madrid, guarnint un sector poc actiu. El 9 de desembre de 1938 el major de milícies López Tovar va ser substituït pel major de milícies Lucio Bueno Sánchez. Al març de 1939, durant el cop de Casado, es va mantenir fidel al govern; quan les forces casadistes es van imposar, van canviar els comandaments de la unitat. Va romandre en les seves posicions fins a la fi de març de 1939, amb el final de les hostilitats.

## Comandaments
Comandants
- Major de milícies Vicente López Tovar;[2]
- Major de milícies Lucio Bueno Sánchez;
- Major de milícies Roberto Gutiérrez Rubalcaba;

Comissaris
- José Conesa Arteaga,[2] de les JSU;

Caps d'Estat Major
- capità d'infanteria Isaías Castillo Vicuña;
- capità de milícies Pedro Hernáiz Marco;
- tinent de milícies Roberto Rodríguez Sellés;
- tinent de milícies Eduardo Aguenralde;